# Гумбольдт (Південна Дакота)
Гумбольдт (англ. Humboldt) — місто (англ. town) в США, в окрузі Міннігага штату Південна Дакота. Населення — 579 осіб (2020).

## Географія
Гумбольдт розташований за координатами 43°38′42″ пн. ш. 97°4′28″ зх. д. / 43.64500° пн. ш. 97.07444° зх. д. (43.644940, -97.074521).  За даними Бюро перепису населення США в 2010 році місто мало площу 1,64 км², з яких 1,60 км² — суходіл та 0,04 км² — водойми.

## Демографія
Згідно з переписом 2010 року, у місті мешкало 589 осіб у 227 домогосподарствах у складі 160 родин. Густота населення становила 359 осіб/км².  Було 247 помешкань (151/км²).
Расовий склад населення:
| - 95,8 % — білих - 1,4 % — корінних американців - 0,2 % — чорних або афроамериканців - 1,0 % — осіб інших рас |

До двох чи більше рас належало 1,7 %. Частка іспаномовних становила 1,5 % від усіх жителів.
За віковим діапазоном населення розподілялося таким чином: 30,2 % — особи молодші 18 років, 55,9 % — особи у віці 18—64 років, 13,9 % — особи у віці 65 років та старші. Медіана віку мешканця становила 33,3 року. На 100 осіб жіночої статі у місті припадало 110,4 чоловіків;  на 100 жінок у віці від 18 років та старших — 107,6 чоловіків також старших 18 років.
Середній дохід на одне домашнє господарство  становив 71 109 доларів США (медіана — 61 094), а середній дохід на одну сім'ю — 75 199 доларів (медіана — 62 614). Медіана доходів становила 37 426 доларів для чоловіків та 31 176 доларів для жінок. За межею бідності перебувало 0,9 % осіб, у тому числі 0,0 % дітей у віці до 18 років та 3,8 % осіб у віці 65 років та старших.
Цивільне працевлаштоване населення становило 406 осіб. Основні галузі зайнятості: освіта, охорона здоров'я та соціальна допомога — 20,4 %, виробництво — 16,0 %, фінанси, страхування та нерухомість — 13,3 %, будівництво — 13,1 %.